# Reichenow-Möglin
Reichenow-Möglin település Németországban, azon belül Brandenburgban. Lakosainak száma 576 fő (2023. december 31.).

## Népesség
A település népességének változása:
| Lakosok száma | 536  | 550  | 564  | 575  | 576  |
|               | 2017 | 2019 | 2021 | 2022 | 2023 |